# NK Poskok Pitve
HNK Poskok je bivši hrvatski nogometni klub iz sela Pitava na otoku Hvaru. Natjecao se u Hvarskoj nogometnoj ligi, u sklopu koje je odigrao sve svoje službene ligaške utakmice.

## Povijest
Klub je osnovan 1928. godine., a početkom 2.svj. rata se gasi. klub se obnavlja se 1946. pod imenom POŠK te djeluje do 1970. Ponovo se obnavlja 2002. i od početka kreće s odličnim rezultatima, te osvaja prvenstva u sezonama 2002./03., 2005./06., 2006./07. i 2008./09. Također su osvojili i kup otoka Hvara 2007. godine.
Klub je ugašen 2009. godine.

## Rezultati po sezonama
- 2009. - klub se ugasio
- 2008./09. - prvak
- 2007./08. – 3. (od 12)
- 2006./07. - prvak
- 2005./06. - prvak
- 2004./05. - ? (od 13)
- 2003./04. - ?
- 2002./03. - prvak

- Kup otoka Hvara: 2006/07.

## Vanjske poveznice
- Poskok prvak otoka Hvara, članak iz novina
- Arhivirana inačica izvorne stranice od 15. ožujka 2007. (Wayback Machine) S utakmice Dalmatinac (Jelsa) - Poskok